# Відмінність між родичами та свояками
Відмінність — це ознака, що відрізняє один предмет від іншого.

## Предмет та Суб’єкти сімейного права

### Предмет сімейного права
Предметом сімейного права (далі - СП) є сімейні відносини, як окремий вид суспільних відносин, що регулюють майнові та особисті немайнові інтереси між родичами та свояками. 
За своєю природою відносини складаються між членами сім’ї, а також особами, які не є «поняттям» сім’ї, але наділені певними сімейними правами та обов’язками (наприклад: відносини між батьком, який не укладав шлюбу з матір’ю, та дитиною). 

### Суб’єкти сімейного права
Суб’єктами СП є фізичні особи, що перебувають у шлюбі, а також особи, яких поєднують сімейні зв’язки та правовідносини (наприклад: кровноспоріднені, усиновлювачі). 

## Родичі та свояки
На перший погляд родичі та свояки це тотожні поняття. Всі вони мають сімейні правовідносини і належать до однієї родини, але є відмінність. 
Родичі – це особи, що походять одна особа від іншої, або від спільного пращура, яких зв’язує кровна спорідненість. Наявність родинних зв’язків пов’язує пращурів та їх нащадків незалежно від статі.
```
Свояцтво
 – це наявність відносин між родичем одного з подружжя та іншим (наприклад: відносини між чоловіком і тещею, дружиною і свекрухою, братом жінки та братом чоловіка, матір’ю дружини та матір’ю чоловіка)
[
2
]
.
```

Підставою, що може припинити відносини свояцтва – це розірвання шлюбу (якщо дитина не проживає на території вітчима чи мачухи), на відміну від кровних зв’язків. 
```
Головна ознака, що відрізняє родичів від свояків – це наявність кровного споріднення. У свояків вона відсутня, їх пов’язує лише сімейні відносини, а родичів поєднує наявність родинної лінії та зв’язків.
```